# Un rege la New York
Un rege la New York (în engleză A King in New York) este un film britanic de comedie din 1957 produs, scris și regizat de Charlie Chaplin în perioada McCarthismului. Începând cu anul 1952 lui Charlie Chaplin îi fusese refuzată acordarea vizei de intrare în Statele Unite, suspectat fiind de simpatii de stânga. Așa fiind, a produs și difuzat acest film în Marea Britanie. Lui Chaplin i-a fost acordată în cele din urmă, în anul 1972, viza de intrare în SUA, pentru primirea Premiului Oscar pentru întreaga activitate. A fost singura ocazie cu care Chaplin s-a mai aflat în Statele Unite.
Premiera americană a filmului a avut loc de-abia în anul 1973.

## Distribuție
- Charlie Chaplin - King Shadov
- Maxine Audley - Queen Irene
- Jerry Desmonde - Prime Minister Voudel
- Oliver Johnston - Ambasador Jaume
- Dawn Addams - Ann Kay - TV Specialist
- Sid James - Johnson - TV Advertiser (billed - Sidney James)
- Joan Ingram - Mona Cromwell - Hostess
- Michael Chaplin - Rupert Macabee
- John McLaren - Macabee Senior
- Phil Brown - Headmaster
- Harry Green - Lawyer
- Robert Arden - Liftboy
- Alan Gifford - School Superintendent
- Robert Cawdron - U.S. Marshal
- George Woodbridge - Member of Atomic Commission